# ラファエル・ルエラス
ラファエル・ルエラス（Rafael Ruelas、1971年4月26日 - ）は、アメリカ合衆国の男性プロボクサー。メキシコハリスコ州ジェルバブエナ出身。元IBF世界ライト級王者。ライト級離れのパワーを武器に一撃KOを連発するほどのKOアーチストだった。

## 来歴
1989年1月17日、ルエラスはネバダ州ラスベガスシーザーズ・パレスでデビューを果たし4回判定勝ちで白星でデビューを飾った。
1990年11月27日、全米カリフォルニア州ライト級王者リチャード・アヴィラと対戦し7回1分41秒KO勝ちで王座獲得に成功した。
1991年1月14日、IBFアメリカフェザー級王者トマス・バルデスと対戦し3回TKO勝ちで王座獲得に成功した。
1991年3月31日、ラスベガスのサンズ・ホテル・アンド・カジノでNABF北米ライト級王者スティーブ・クルスと対戦し3回57秒KO勝ちで王座獲得に成功した。
1991年7月31日、カウンティー・クラブでWBCアメリカ大陸ライト級王者マウロ・グティエレスと対戦し初黒星となる2回KO負けで王座獲得に失敗した。
1992年11月6日、カリフォルニア州イングルウッドのグレート・ウェスタン・フォーラムで元WBO・IBF世界フェザー級統一世界王者ホルヘ・パエスと対戦し10回終了時棄権で初防衛に成功した。
1993年2月23日、ロベルト・リベラと対戦し3回2分23秒TKO勝ちで２度目の防衛に成功した。
1994年2月19日、イングルウッドのグレート・ウェスタン・フォーラムでIBF世界ライト級王者フレディ・ペンデルトンと対戦し初回に2度ダウンを奪われストップ寸前まで追い詰められたが、その後は巻き返し12回3-0の判定勝ちで王座獲得に成功した。
1994年5月27日、MGMグランド内MGMグランド・ガーデン・アリーナでマイク・エブゲンと対戦し3回2分53秒TKO勝ちで初防衛に成功した。
1995年1月28日、MGMグランドでビリー・スチュワーと対戦し8回TKO勝ちで2度目の防衛に成功した。
1995年5月6日、シーザーズ・パレスでWBO世界ライト級王者オスカー・デ・ラ・ホーヤと王座統一戦を行い2回1分43秒TKO負けでWBO王座獲得に失敗、IBF王座3度目の防衛に失敗し王座から陥落した。
1995年10月7日、バハマナッソーでWBU世界ライト級王者ジョージ・スコットと対戦し12回0-3の判定負けで王座獲得に失敗した。
9連勝で持ち直して1998年8月15日、テキサス州エルパソのカウンティー・コロシアムでWBC世界スーパーライト級の指名挑戦権を賭けてコンスタンチン・チューと対戦し9回21秒TKO負けで指名挑戦権獲得に失敗した。
1999年8月8日、ヒクレット・ラウと対戦し10回2-1の判定勝ちを最後に現役を引退した。

## 獲得タイトル
- 全米カリフォルニア州ライト級王座
- IBFアメリカフェザー級王座
- NABF北米ライト級王座
- IBF世界ライト級王座(防衛2度)